# Highgate
Highgate  es un área del norte de Londres, en la esquina noreste de Hampstead Heath, Inglaterra.

## Historia

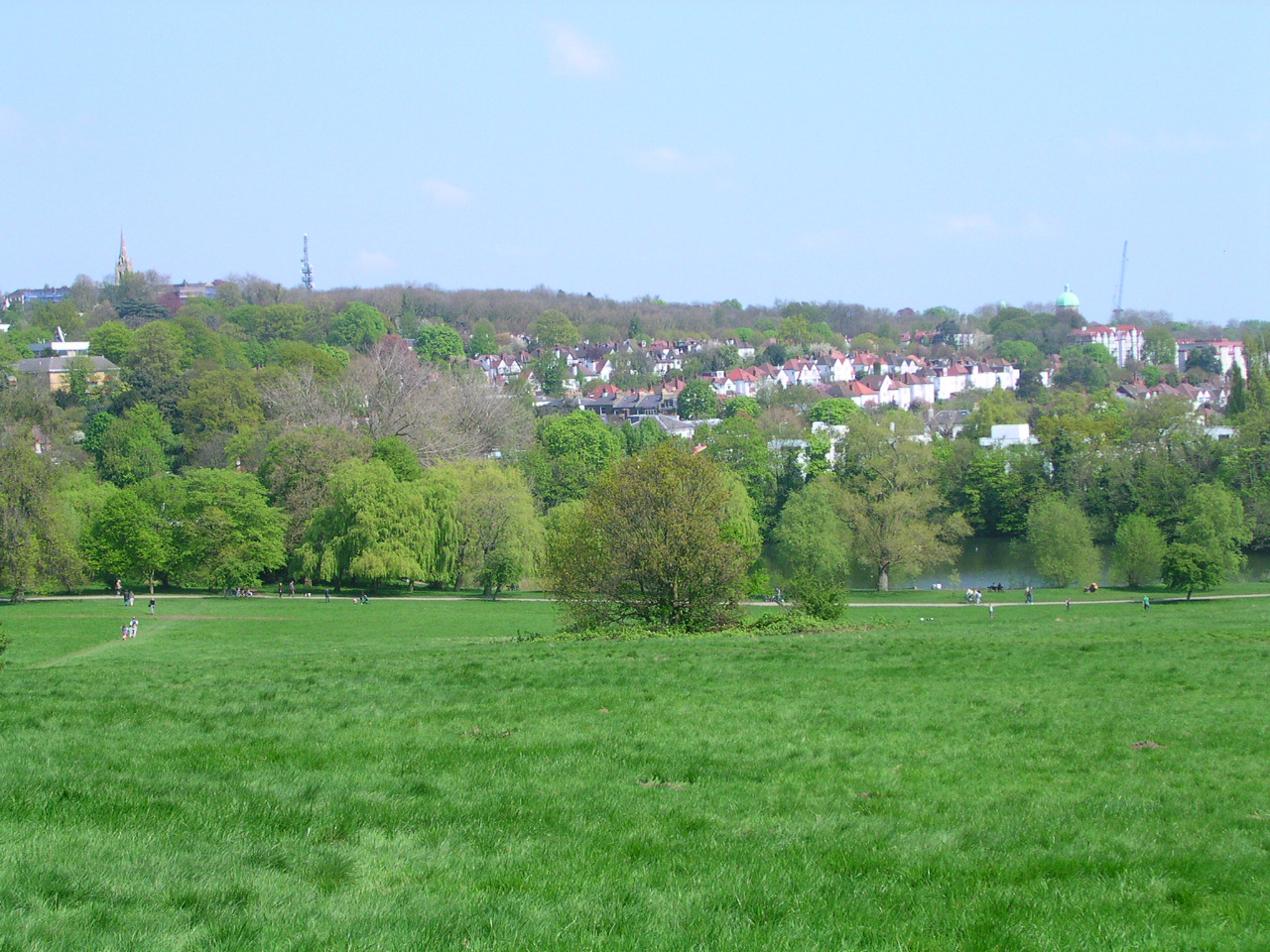
Vista de Highgate desde Hampstead Heath.

Hasta finales de la época victoriana era un pueblo separado de Londres, sobre la carretera principal hacia el norte. 
La zona conserva muchas zonas verdes incluyendo la parte oriental de Hampstead Heath, tres bosques antiguos, el parque Waterlow  y las laderas que dan al este conocidas como Highgate bowl.
En su centro está el barrio de Highgate, un conjunto de tiendas, pubs, restaurantes y calles residenciales exponentes de arquitectura georgiana, así como edificios notables como la iglesia de St Michael con su campanario, la escuela de Highgate (1565), el centro de arte Jackson Lane, la posada Gatehouse que data de 1670 y edificios  como el de Berthold Lubetkin (1930) y Highpoint. Highgate es también famoso por su cementerio victoriano, el Cementerio de Highgate, en el que está enterrado el filósofo Karl Marx y otros personajes famosos.
El pueblo se asienta sobre una colina que ofrece vistas de Londres, a 114 metros sobre el nivel del mar en su punto más alto.
Highgate es uno de los barrios más caros de Londres en el que vivir. Tiene una corporación dedicada a su conservación y protección, la Sociedad de Highgate.
La zona está dividida entre tres municipios de Londres: Haringey en el norte, Camden en el sur y el oeste, y de Islington en el sur y el este. El distrito postal es N6.